# شهرك ملك أباد (فورغ)
شهرك ملك أباد (بالفارسية: شهرک ملک‌آباد) هي قرية تقع في إيران في ناحية فورغ. يقدر عدد سكانها بـ 609 نسمة بحسب إحصاء 2016.